# Natação nos Jogos Pan-Americanos de 2007 - 10 km feminino
As competições da maratona aquática de 10 km feminina da natação nos Jogos Pan-Americanos de 2007 foram realizadas em 14 de julho na Praia de Copacabana, na cidade do Rio de Janeiro, sede da competição.

## Medalhistas
| Ouro   | USA Chloe Sutton    |
| Prata  | BRA Poliana Okimoto |
| Bronze | CAN Tanya Hunks     |

## Resultados
| Pos. | Atleta                    | Tempo     | Dif.    |
| ---- | ------------------------- | --------- | ------- |
| 1    | USA Chloe Sutton          | 2:13:47.6 |         |
| 2    | BRA Poliana Okimoto       | 2:13:48.4 | 0.8     |
| 3    | CAN Tanya Hunks           | 2:13:50.5 | 2.9     |
| 4    | USA Kalyn Keller          | 2:14:20.9 | 33.3    |
| 5    | VEN Andreina Pinto        | 2:14:24.4 | 36.8    |
| 6    | CAN Karley Stutzel        | 2:14:37.3 | 49.7    |
| 7    | BRA Ana Marcela Cunha     | 2:17:12.2 | 3:24.6  |
| 8    | MEX Alejandra Galan Lopez | 2:18:26.0 | 4:38.4  |
| 9    | VEN Mitchell Santiago     | 2:21:17.1 | 7:29.5  |
| 10   | MEX Imelda Martinez       | 2:23:52.3 | 10:04.7 |
| 11   | ECU Nataly Caldas Calle   | 2:29:24.2 | 15:36.6 |
| 12   | ARG Marianela Mendoza     | 2:35:29.8 | 21:42.2 |
| 13   | ECU Michel Tixe Cobos     | 2:47:34.2 | 33:46.6 |
| 14   | CHI Maria Jose Mailliard  | 2:47:34.6 | 33:47.0 |
| 15   | PAN Mariam Marcucci       | 2:59:54.9 | 46:07.3 |
| 16   | GUA Cindy Toscano         | 3:00:17.2 | 46:29.6 |
| —    | ARG Pilar Geijo           | DNF       |         |